# Scott McCloud

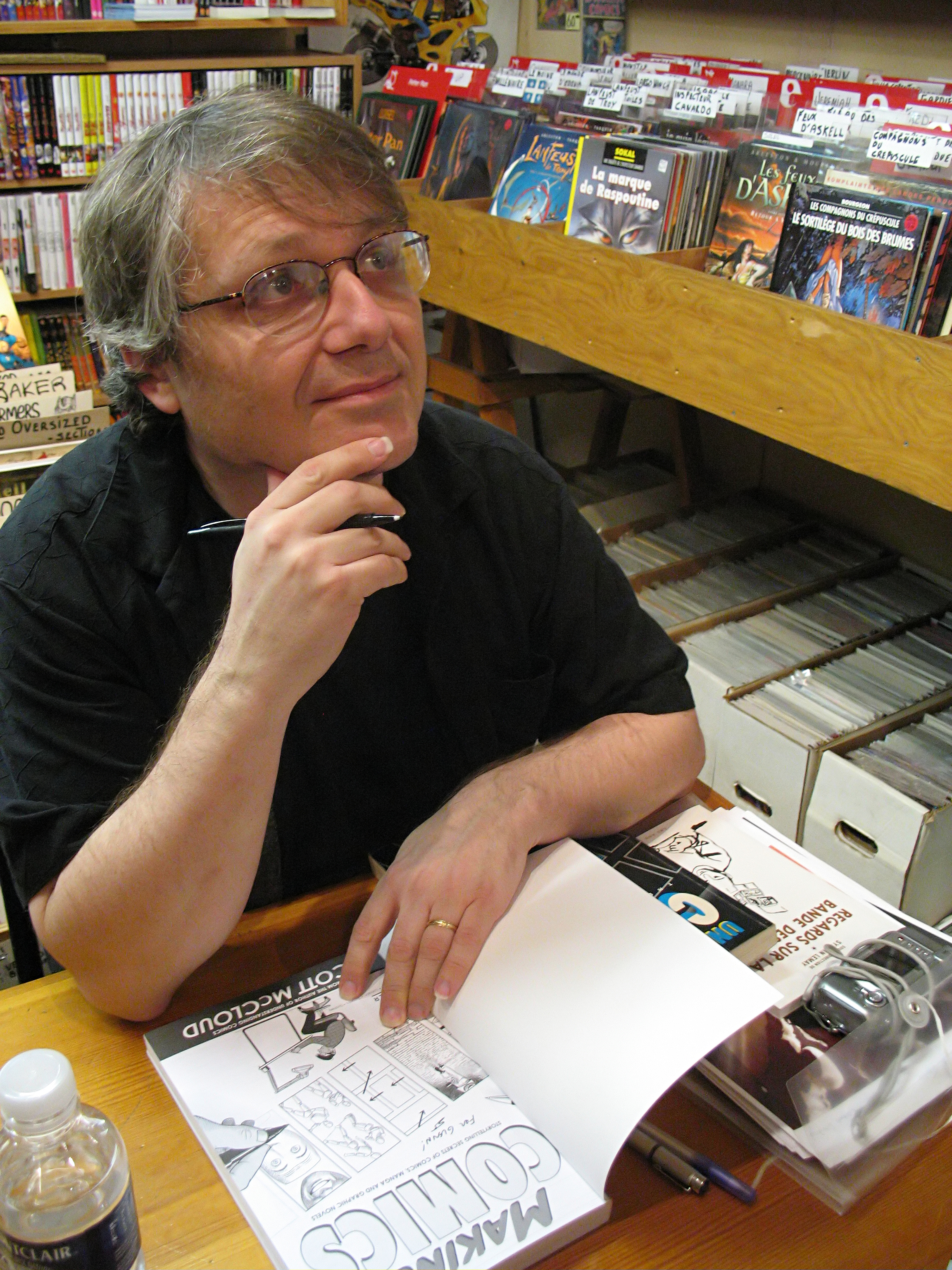
Scott McCloud

Scott McCloud (vlastním jménem Scott McLeod, 10. června 1960 Boston, Massachusetts) je kreslíř a propagátor komiksu coby uměleckého žánru.
Zpočátku se věnoval kreslení komiksů, ale později se stal známým především jako komiksový teoretik. Jeho nejvýznamnějším dílem je kniha Understanding Comics z roku 1993 (česky Jak rozumět komiksu, BB/art, 2008), která komiksovou formou popisuje vymezení pojmu, dějiny, mezníky a nejdůležitější představitele komiksu.